# 사면체형 분자기하

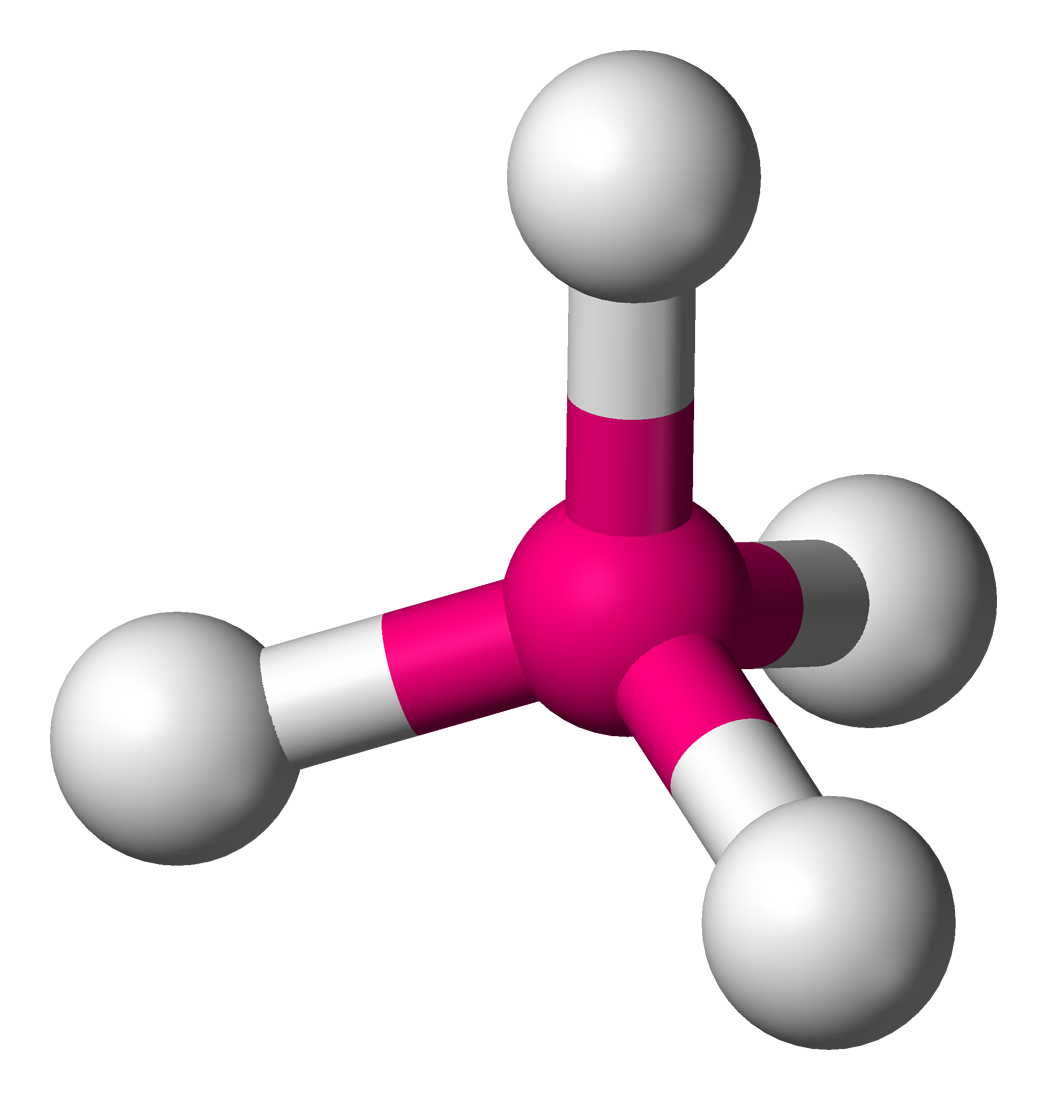
사면체형 배위 기하배치를 갖는 화합물의 이상적인 구조.

화학에서 사면체형 분자기하(四面體形分子幾何, 영어: tetrahedral molecular geometry)는 중심원자에 배위하는 4개의 치환기가 사면체의 꼭짓점에 위치하는 분자의 기하배치를 말한다. 메탄 및 기타 제14족 원소 수소화물과 같이, 4개의 치환기가 모두 같을 때, 그 결합각은 cos−1(−1/3) = 109.4712206...° ≈109.5°이다.  이 완벽하게 대칭인 사면체는 점군 Td에 속하지만, 대부분의 사면체 분자는 그만큼 대칭은 높지 않다. 정사면체 분자는 카이랄이 될 수 있다.

## 사면체형 분자의 예

### 주족원소

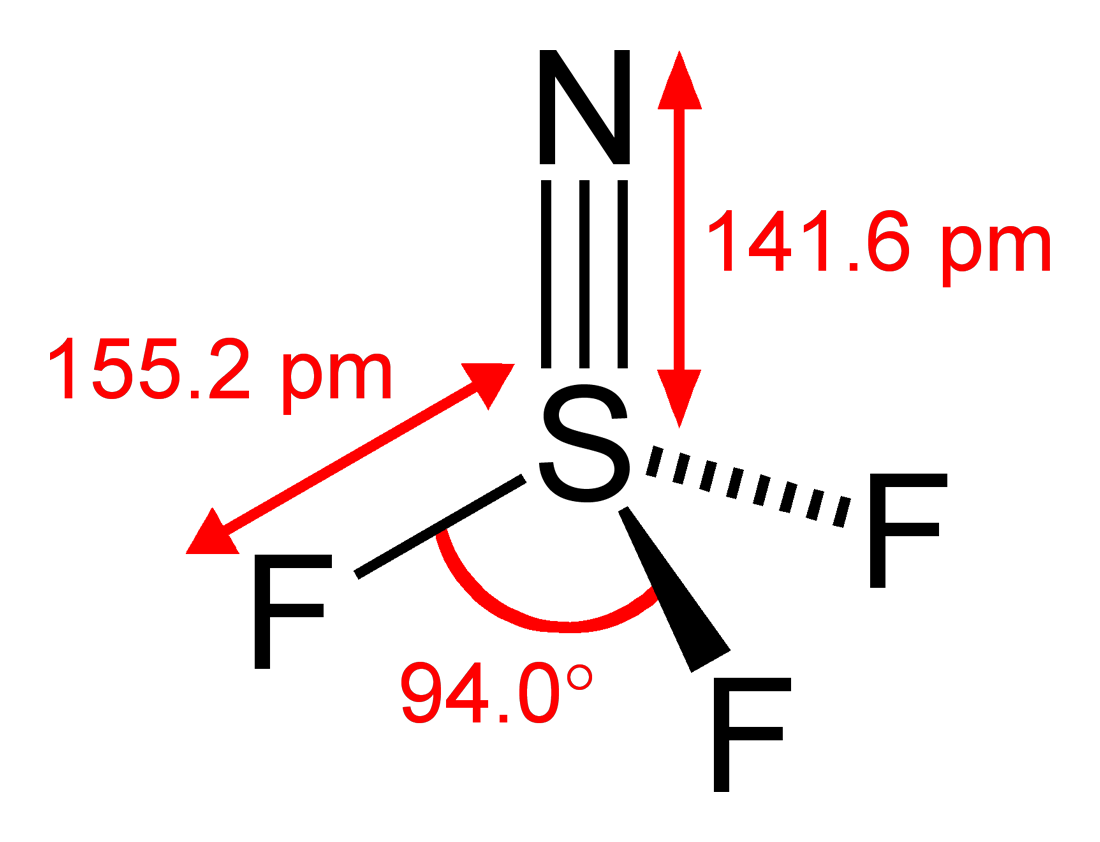
삼불화티아질

실질적으로 포화된 유기화합물과, 규소, 게르마늄, 주석의 화합물은 사면체형이다. 사면체형 분자는 종종 사산화제논이나 과염소산 이온, 황산 이온, 인산 이온과 같이 배위자와 복수의 결합을 한다. 삼불화티아질서는 S-N 사이의 결합이 삼중결합이다.
암모니아는, 비공유전자쌍을 배위자의 하나라 볼 때, 사면체형으로 분류할 수 있는데, 비공유전자쌍의 영향 탓에 그 H-N-H각은 109.4°보다 작은 107°이다.

### 전이금속
사면체형 분자구조는 d0 또는 d10 배치를 갖는 금속 착물까지 광범위하다. 사면체형 구조를 갖는 금속화합물은 테트라키스(트리페닐포스핀)팔라듐(0), 니켈카르보닐, 염화티타늄(IV) 따위가 있다. 철(II), 코발트(II) 그리고 니켈(II) 등, d궤도가 충족되지 않은 착물도 종종 사면체형이다.

### 물의 구조
기체상(氣體相)에서, 단일 물분자는 2개의 수소원자와 2개의 고립전자쌍에 의해 둘러싸인 산소원자를 가지며, H2O 기하배치는 비결합성 고립전자쌍을 고려하지 않고 굽은형으로 단순하게 기술된다.
그러나, 액체의 물 혹은 얼음은, 이러한 고립전자쌍은 근방의 물분자와 수소결합을 형성한다. 산소원자 둘레의 수소원자의 가장 일반적인 배치는, 2개의 수소원자가 산소원자와 공유결합하여, 2개가 수소결합을 통해 붙은 사면체형이다. 수소결합의 거리가 변화하기 때문에, 이러한 물분자의 대부분은 대칭적이지 않고, 4개의 결부된 수소결합 간에 일시적인 비정사면체를 형성한다.

## 이중사면체형 구조

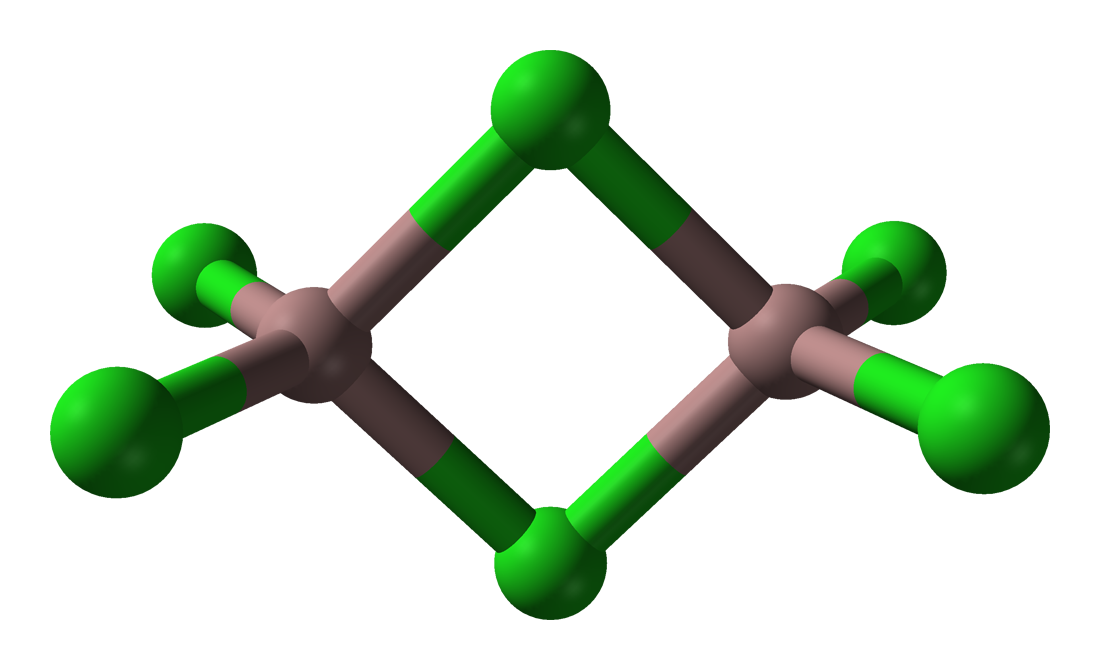
Al_{2}Br_{6}(삼브로민화알루미늄) 및 Ga_{2}Cl_{6}(삼염화갈륨)이 갖는 이중정사면체 구조

많은 화합물 및 착물이 이중사면체형 구조를 취한다. 이 단편에서는 2개의 사면체가 다른 테를 공유하고 있다. 무기폴리머인 황화규소는 테를 공유한 사면체의 무한 사슬을 특징으로 한다.

## 예외와 일그러짐

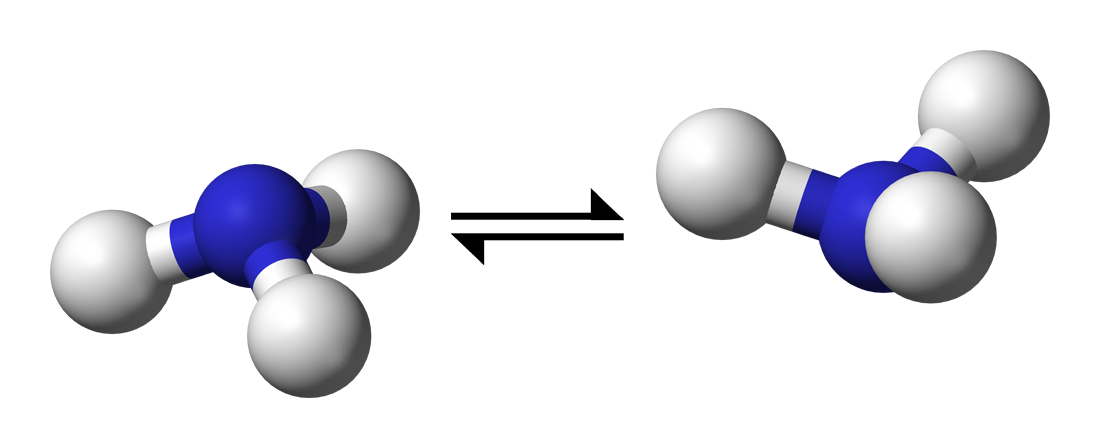
암모니아의 반전

주족원소나 유기화학에서는 사면체의 반전이 잘 일어난다. 이른바 발덴반전에서는, 탄소의 입체화학이 반전한다. 또한, 암모니아는 평면형을 경유하여 질소반전을 일으킨다.

### 사면체의 반전
분자의 기하학적 제약에 따라 사면체가 크게 일그러질 수 있다. "반전하는 탄소"를 특징으로 하는 화합물의 탄소는 삼각뿔형이다.

### 평탄화
사면체형은 결합각이 증가하는 것에 따라서도 일그러지며, 극단적인 경우에는 평탄화한다. 이 같은 현상은 페네스트레인(Fenestrane)이라는 화합물로 보인다.

### 중심원자를 가지지 않는 사면체형 분자
몇몇 분자는 중심원자를 가지지 않는 사면체형 기하배치를 갖는다. 무기화합물 가운데 일례로는 사인(P4)이다. P4는 사면체의 꼭짓점에 4개의 인원자를 가지며, 각각 나머지 3개의 인원자와 결합한다. 유기화합물에서의 일례는 테트라헤드레인(C4H4)이다. 테트라헤드레인은 4개의 탄소원자를 가지며, 각각의 탄소원자가 하나의 수소원자와 나머지 3개의 탄소원자와 결합한다.

## 같이 보기
- VSEPR 이론
- 혼성궤도
- 분자구조